# Campionato austriaco femminile di calcio
Il campionato austriaco femminile di calcio è l'insieme dei tornei nazionali calcistici austriaci femminili.
Le due divisioni maggiori prendono le denominazioni di ÖFB Frauen Bundesliga e Frauen 2. Liga.

## Storia
Fino al 1982 il campionato veniva organizzato dalla Wiener Fußball-Verband. Dopo tale data passò all'organizzazione della Federazione nazionale. Il campionato ha carattere nazionale per le prime due divisioni, Frauenliga e Frauen 2. Liga, quest'ultima è a sua volta suddivisa in tre raggruppamenti: Mitte/West (composto da 10 squadre), Ost (11) e Süd (7). La prima di ogni gruppo disputa gli spareggi per la promozione, retrocede l'ultima classificata.
Si disputano poi i tornei regionali, organizzati dalle singole Federazioni di land, dal 3º al 5º livello.
Fino al 2004 la vincitrice disputava la Supercoppa d'Austria contro i vincitori della Coppa d'Austria.
Nella stagione 2010-2011 sono iscritte al campionato 334 squadre.

## Struttura dei campionati
| Livello | Campionato                           | Campionato                              | Campionato                                 | Campionato                                | Campionato                             | Campionato                        | Campionato                                   | Campionato                         | Campionato                                |
| 1       | ÖFB Frauen Bundesliga 10 squadre     | ÖFB Frauen Bundesliga 10 squadre        | ÖFB Frauen Bundesliga 10 squadre           | ÖFB Frauen Bundesliga 10 squadre          | ÖFB Frauen Bundesliga 10 squadre       | ÖFB Frauen Bundesliga 10 squadre  | ÖFB Frauen Bundesliga 10 squadre             | ÖFB Frauen Bundesliga 10 squadre   | ÖFB Frauen Bundesliga 10 squadre          |
|         | ↑↓ 1 squadra                         |                                         |                                            |                                           |                                        |                                   |                                              |                                    |                                           |
| 2       | Frauen 2. Liga Mitte/West 10 squadre | Frauen 2. Liga Mitte/West 10 squadre    | Frauen 2. Liga Mitte/West 10 squadre       | Frauen 2. Liga Ost 11 squadre             | Frauen 2. Liga Ost 11 squadre          | Frauen 2. Liga Ost 11 squadre     | Frauen 2. Liga Süd 7 squadre                 | Frauen 2. Liga Süd 7 squadre       | Frauen 2. Liga Süd 7 squadre              |
|         | ↑↓                                   | ↑↓                                      | ↑↓                                         | ↑↓                                        | ↑↓                                     | ↑↓                                | ↑↓                                           | ↑↓                                 | ↑↓                                        |
| 3       | Landesliga Tirol categorie inferiori | Landesliga Salzburg categorie inferiori | Frauen Vorarlberg Liga categorie inferiori | Landesliga Steiermark categorie inferiori | Landesliga Kärnten categorie inferiori | OÖ-Frauenliga categorie inferiori | Wiener Frauen Landesliga categorie inferiori | NÖN-Frauenliga categorie inferiori | Landesliga Burgenland categorie inferiori |